# Filmgenre
Een filmgenre is een groep films die specifieke gelijkenissen vertonen, in het bijzonder een gemeenschappelijk thema hebben.

## Definitie en indeling
Het begrip filmgenre noch de afbakening van de verschillende genres is scherp gedefinieerd. Grofweg kan bijvoorbeeld de volgende (onvolledige) indeling worden gemaakt in genres gekenmerkt door een gemeenschappelijke handeling, stemming of vertelvorm. Sommige van deze genres kunnen bovendien gezien worden als subgenre van andere, zoals gangsterfilms van misdaadfilms, rampenfilms van actiefilms, of psychologische thrillers van thrillers.

### Genres
Veelvoorkomende filmgenres zijn:
- Actiefilm
- Avonturenfilm
- Biografische film
- Buddyfilm
- Drama
- Detective
- Familiefilm
- Fantasyfilm
- Gangsterfilm
- Historisch drama
- Horrorfilm
- Komedie
- Kostuumdrama
- Melodrama
- Misdaadfilm
- Musicalfilm
- Muziekfilm
- Mystery
- Oorlogsfilm
- Pornofilm
- Psychologische thriller
- Rampenfilm
- Roadmovie
- Romantische film
- Romantische komedie
- Sciencefiction
- Sportfilm
- Sandalenfilm
- Thriller
- Tragikomedie
- Western

### Mogelijke genres
Al of niet tot de filmgenres kunnen gerekend worden:
- 3D-film (productietechniek)
- Animatiefilm (productietechniek)
- Avant-garde / Experimentele film (stroming)
- Cultfilm (doelgroep)
- Direct-naar-video (productietechniek)
- Documentaire
- Exploitatiefilm (stroming / doelgroep)
- Expressionistische film (stijlrichting)
- Film noir (stijlrichting)[1]
- Giallo (subgenre / stijlrichting)
- Italiaans neorealisme (stroming)
- Jeugdfilm / Kinderfilm (doelgroep)
- Korte film (filmlengte)
- Mockumentary
- Nouvelle vague (stroming)
- Onderwijsfilm (doelgroep)
- Poliziottesco (subgenre)
- Propagandafilm
- Reclamefilm
- Religieuze film (thema / subgenre)
- Sexploitation (subgenre / doelgroep)
- Spaghettiwestern (subgenre)
- Stereoscopische film (productietechniek)
- Stomme film (productietechniek)
- Superheldenfilm / Superhelden
- Tekenfilm (productietechniek)
- Tienerfilm (doelgroep)
- Zwart-witfilm (productietechniek)

## Geraadpleegde literatuur
- Genres: esthetische, rituele en ideologische benaderingen, in: Patricia Pisters, Lessen van Hitchcock: Een inleiding in mediatheorie, Amsterdam University Press, Amsterdam, derde herziene druk (2007), ISBN 9789053569627
- Daniël Biltereyst & Philippe Meers (red.), Film/TV/Genre, Academia Press, Gent, 2004, ISBN 903820616X
- (de)  Genrekino, mediamanual.at, website van het Oostenrijks ministerie voor Onderwijs en Vrouwen
- (de)  Jörg Schweinitz, 'Genre' und lebendiges Genrebewußtsein, tijdschrift montage AV, 1994
- (de)  Marcus Stiglegger, Genretheorie des Films I, tijdschrift Ikonen, 2009